# 二色港町
二色港町（にしきみなとまち）とは、大阪府貝塚市にある地名である。
面積は12,155 平方メートルと、非常に狭く人口は0人。
名前の通り町全体が地方港湾・二色港となっており、土地全体が埋め立て地となっている。

## その他

### 日本郵便
- 郵便番号 : 597-0063[2]（集配局：貝塚郵便局[4]）。